# ثورنتون شاندلير
ثورنتون شاندلير (بالإنجليزية: Thornton Chandler)‏ هو لاعب كرة قدم أمريكية أمريكي، ولد في 27 نوفمبر 1963 في جاكسونفيل في الولايات المتحدة.

## وصلات خارجية
- ثورنتون شاندلير على موقع مرجع كرة القدم المحترفة.كوم (الإنجليزية)